# Neuri
Neuri (Νέυροι) su antički narod neutvrđenog porijekla, koji (po Herodotu) su naseljavalji područje zapadno od Budina između gornjeg toka Dnjestra i Južnog Buga (područje moderne Bjelorusije i istočne Poljske).
Prema Herodotu,Skiti i Grci su tvrdili da Neuri imaju sposobnost metamorfoze: 
"Ti su ljudi čarobnjaci. Skiti i Grci o njima govore, da se Neur svake godine jednom na nekoliko dana preobrazi u vuka, a zatim povrati u svoje obličje,“ što bi mogli upućivati na njihovo obožavanje ove životinje, i nošenje vučjih koža i maski u čast božoice vučice       .
Neuri, čije se ime sačuvalo u imenu rijeke Naura, dovode se u vezu s proto-slavenima, Skitima i Baltima, a stari autori spominju ih uz plemena Agatirsi, Budini, Sauromati, Geloni, ljudožderi Androphagi i tzv. Melanchlaeni (crni plaštevi), ali njihovo porijeklo još nije točno utvrđeno.
Prema običajima oni bi bili Skiti i različiti od Androphaga, koje identificiraju s ugrofinskim Mordvinima.

## Vanjske poveznice
- The Bronze and the Early Iron Age of the Eastern Balts